# Leucanopsis bactris
Leucanopsis bactris är en fjärilsart som beskrevs av Jan Sepp 1852. Leucanopsis bactris ingår i släktet Leucanopsis och familjen björnspinnare. Inga underarter finns listade i Catalogue of Life.